# Sundsjöarna, Dalarna
Sundsjöarna är en sjö i Mora kommun i Dalarna och ingår i Dalälvens huvudavrinningsområde.